# Luis Ángel Delso Heras
Luis Ángel Delso Heras (Madrid, 1952) és un empresari espanyol. Llicenciat en administració i direcció d'empreses per la Universitat Pontifícia de Comillas, fou analista financer i subdirector de la divisió de leasing de Citibank. Tres anys més tard assumí la direcció del departament de relacions bancàries de First National Bank of Chicago. Ha ocupat diversos càrrecs, com el de conseller delegat de Caja Postal de Ahorros, conseller director general del Banco de Financiación Industrial i del Banco de Comercio i president executiu de Trasmediterránea. Durant la seva etapa com a president de la Transmediterránea es va vendre la seu de l'empresa a una entitat financera per després rellogar-la per un preu anual equivalent a un terç del preu de venda.
Des de 1994, Heras és el president de la constructora Isolux Corsán. També ha ocupat el càrrec de conseller de Telefónica, Unión Fenosa, Finan Postal, ARFI, Limadet, Ghesa i Immobiliària Colonial.
El 22 d'octubre el jutge de l'Audiència Nacional Pablo Ruz el cità com a imputat, juntament deu persones més que haurien col·laborat presumptament amb Jordi Pujol i Ferrusola.